# Championnat d'Europe masculin de handball 2014
Navigation
Serbie 2012 Pologne 2016
Le Championnat d'Europe masculin de handball 2014 est la 11e édition des championnats d'Europe qui s'est déroulée du 12 au 26 janvier 2014. C'est une compétition organisée par la Fédération européenne de handball et qui réunit les meilleures sélections nationales masculines européennes. Elle a été organisée par le Danemark pour la première fois.
La France remporte son troisième titre de champion d'Europe grâce à sa victoire 41 à 32 face au pays hôte et tenant du titre, le Danemark. La France réalise une finale historique car, pour la première fois dans toute l'histoire des finales de tournois internationaux (Euro, Monde, Jeux olympiques), une équipe a inscrit plus de 40 buts lors d'une finale. L'Espagne complète le podium, ayant battu la Croatie dans le match pour la 3e place sur un score serré de 29 à 28.
Le Français Nikola Karabatic remporte le titre de meilleur joueur de la compétition pour la deuxième fois en championnat d'Europe. L'Espagnol Joan Cañellas est quant à lui le meilleur buteur de la compétition avec 50 buts inscrits. 
À l'issue de la compétition, la France, le Danemark et la Croatie obtiennent leur qualification pour le championnat du monde 2015, rejoignant l'Espagne, qualifié en tant que tenant du titre.

## Présentation

### Lieux de compétition
Les 4 salles où a lieu la compétition sont :
| Aalborg                     | Aarhus                         | [[Fichier:Denmark location map.svg\|500px\|{{#if:\|{{{alt}}}\|Championnat d'Europe masculin de handball 2014 est dans la page Danemark .]]Brøndby Aalborg Aarhus Herning |
| Gigantium 6 500 places      | NRGi Arena 5 001 places        | [[Fichier:Denmark location map.svg\|500px\|{{#if:\|{{{alt}}}\|Championnat d'Europe masculin de handball 2014 est dans la page Danemark .]]Brøndby Aalborg Aarhus Herning |
|                             |                                | [[Fichier:Denmark location map.svg\|500px\|{{#if:\|{{{alt}}}\|Championnat d'Europe masculin de handball 2014 est dans la page Danemark .]]Brøndby Aalborg Aarhus Herning |
| Groupe B                    | Groupe C, Gr. II               | [[Fichier:Denmark location map.svg\|500px\|{{#if:\|{{{alt}}}\|Championnat d'Europe masculin de handball 2014 est dans la page Danemark .]]Brøndby Aalborg Aarhus Herning |
| Brøndby                     | Herning                        | [[Fichier:Denmark location map.svg\|500px\|{{#if:\|{{{alt}}}\|Championnat d'Europe masculin de handball 2014 est dans la page Danemark .]]Brøndby Aalborg Aarhus Herning |
| Brøndby Hallen 4 950 places | Jyske Bank Boxen 15 000 places | [[Fichier:Denmark location map.svg\|500px\|{{#if:\|{{{alt}}}\|Championnat d'Europe masculin de handball 2014 est dans la page Danemark .]]Brøndby Aalborg Aarhus Herning |
|                             |                                | [[Fichier:Denmark location map.svg\|500px\|{{#if:\|{{{alt}}}\|Championnat d'Europe masculin de handball 2014 est dans la page Danemark .]]Brøndby Aalborg Aarhus Herning |
| Groupe D                    | Gr. A, Gr. I, Phase finale     | [[Fichier:Denmark location map.svg\|500px\|{{#if:\|{{{alt}}}\|Championnat d'Europe masculin de handball 2014 est dans la page Danemark .]]Brøndby Aalborg Aarhus Herning |

### Qualifications
| Pays         | Qualifié en tant que                   | Date de la qualification |
| ------------ | -------------------------------------- | ------------------------ |
| Danemark     | Pays organisateur et Champion en titre | 25 septembre 2010        |
| Espagne      | Vainqueur du groupe 1                  | 7 avril 2013             |
| Macédoine    | Deuxième du groupe 1                   | 16 juin 2013             |
| Rép. tchèque | Vainqueur du groupe 2                  | 15 juin 2013             |
| Monténégro   | Deuxième du groupe 2                   | 16 juin 2013             |
| France       | Vainqueur du groupe 3                  | 6 avril 2013             |
| Norvège      | Deuxième du groupe 3                   | 12 juin 2013             |
| Croatie      | Vainqueur du groupe 4                  | 12 juin 2013             |
| Hongrie      | Deuxième du groupe 4                   | 12 juin 2013             |
| Suède        | Vainqueur du groupe 5                  | 12 juin 2013             |
| Pologne      | Deuxième du groupe 5                   | 12 juin 2013             |
| Islande      | Vainqueur du groupe 6                  | 7 avril 2013             |
| Biélorussie  | Deuxième du groupe 6                   | 16 juin 2013             |
| Serbie       | Vainqueur du groupe 7                  | 12 juin 2013             |
| Autriche     | Deuxième du groupe 7                   | 16 juin 2013             |
| Russie       | Meilleur troisième (groupe 7)          | 16 juin 2013             |

Équipes participantes

Les principales équipes éliminées sont l'Allemagne, troisième du groupe 2 et la Slovénie, troisième du groupe 6.

## Tour préliminaire

### Légende
Qualifiés pour le tour principal –  Éliminés – T : tenant du titre 2012.

### Groupe A
Les matchs du Groupe A ont lieu dans la Jyske Bank Boxen à Herning :
|   | Équipe       | Pts | J | G | N | P | Bp | Bc | Diff |
| - | ------------ | --- | - | - | - | - | -- | -- | ---- |
| 1 | Danemark T   | 6   | 3 | 3 | 0 | 0 | 95 | 79 | 16   |
| 2 | Macédoine    | 3   | 3 | 1 | 1 | 1 | 67 | 74 | -7   |
| 3 | Autriche     | 2   | 3 | 1 | 0 | 2 | 80 | 75 | 5    |
| 4 | Rép. tchèque | 1   | 3 | 0 | 1 | 2 | 73 | 87 | -14  |

| 12 janvier 2014 18h00 | Rép. tchèque  | 20 – 30 | Autriche       | Jyske Bank Boxen, Herning Affluence : 13 000 Arbitrage : Nikolić, Stojković |
| 12 janvier 2014 18h00 | Filip Jícha 6 | (9–14)  | Robert Weber 7 | Jyske Bank Boxen, Herning Affluence : 13 000 Arbitrage : Nikolić, Stojković |
| 12 janvier 2014 18h00 | ×3 ×2         | Rapport | ×2 ×6          | Jyske Bank Boxen, Herning Affluence : 13 000 Arbitrage : Nikolić, Stojković |

| 12 janvier 2014 20h30 | Danemark              | 29 – 21 | Macédoine       | Jyske Bank Boxen, Herning Affluence : 14 000 Arbitrage : Geipel, Helbig |
| 12 janvier 2014 20h30 | Casper U. Mortensen 5 | (12–8)  | Kiril Lazarov 7 | Jyske Bank Boxen, Herning Affluence : 14 000 Arbitrage : Geipel, Helbig |
| 12 janvier 2014 20h30 | ×3 ×7                 | Rapport | ×3              | Jyske Bank Boxen, Herning Affluence : 14 000 Arbitrage : Geipel, Helbig |

| 14 janvier 2014 18h15 | Macédoine        | 24 – 24 | Rép. tchèque  | Jyske Bank Boxen, Herning Affluence : 10 100 Arbitrage : Stark, Ştefan |
| 14 janvier 2014 18h15 | Kiril Lazarov 12 | (10–11) | Pavel Horák 8 | Jyske Bank Boxen, Herning Affluence : 10 100 Arbitrage : Stark, Ştefan |
| 14 janvier 2014 18h15 | ×3               | Rapport | ×3 ×4         | Jyske Bank Boxen, Herning Affluence : 10 100 Arbitrage : Stark, Ştefan |

| 14 janvier 2014 20h30 | Autriche             | 29 – 33 | Danemark        | Jyske Bank Boxen, Herning Affluence : 14 000 Arbitrage : Gousko, Repkin |
| 14 janvier 2014 20h30 | Maximilian Hermann 5 | (12–18) | Mikkel Hansen 9 | Jyske Bank Boxen, Herning Affluence : 14 000 Arbitrage : Gousko, Repkin |
| 14 janvier 2014 20h30 | ×3                   | Rapport | ×3 ×4           | Jyske Bank Boxen, Herning Affluence : 14 000 Arbitrage : Gousko, Repkin |

| 16 janvier 2014 18h15 | Macédoine       | 22 – 21 | Autriche            | Jyske Bank Boxen, Herning Affluence : 12 000 Arbitrage : Dentz, Reibel |
| 16 janvier 2014 18h15 | Kiril Lazarov 8 | (12–10) | Konrad Wilczynski 7 | Jyske Bank Boxen, Herning Affluence : 12 000 Arbitrage : Dentz, Reibel |
| 16 janvier 2014 18h15 | ×3 ×5           | Rapport | ×4 ×6               | Jyske Bank Boxen, Herning Affluence : 12 000 Arbitrage : Dentz, Reibel |

| 16 janvier 2014 20h30 | Danemark        | 33 – 29 | Rép. tchèque   | Jyske Bank Boxen, Herning Affluence : 14 000 Arbitrage : Gubica, Milošević |
| 16 janvier 2014 20h30 | Hans Lindberg 6 | (21–17) | Filip Jícha 11 | Jyske Bank Boxen, Herning Affluence : 14 000 Arbitrage : Gubica, Milošević |
| 16 janvier 2014 20h30 | ×3 ×2           | Rapport | ×3 ×4          | Jyske Bank Boxen, Herning Affluence : 14 000 Arbitrage : Gubica, Milošević |

### Groupe B
Les matchs du Groupe B ont lieu dans la Gigantium à Aalborg :
|   | Équipe  | Pts | J | G | N | P | Bp | Bc | Diff |
| - | ------- | --- | - | - | - | - | -- | -- | ---- |
| 1 | Espagne | 6   | 3 | 3 | 0 | 0 | 94 | 80 | 14   |
| 2 | Islande | 3   | 3 | 1 | 1 | 1 | 86 | 86 | 0    |
| 3 | Hongrie | 2   | 3 | 0 | 2 | 1 | 80 | 87 | -7   |
| 4 | Norvège | 1   | 3 | 0 | 1 | 2 | 77 | 84 | -7   |

| 12 janvier 2014 16h00 | Islande                   | 31 – 26 | Norvège             | Gigantium, Aalborg Affluence : 4 000 Arbitrage : Gubica, Milošević |
| 12 janvier 2014 16h00 | Guðjón Valur Sigurðsson 9 | (16–10) | Kristian Kjelling 7 | Gigantium, Aalborg Affluence : 4 000 Arbitrage : Gubica, Milošević |
| 12 janvier 2014 16h00 | ×3 ×5 ×1                  | Rapport | ×2 ×5               | Gigantium, Aalborg Affluence : 4 000 Arbitrage : Gubica, Milošević |

| 12 janvier 2014 18h15 | Espagne        | 34 – 27 | Hongrie          | Gigantium, Aalborg Affluence : 4 000 Arbitrage : Krstić, Ljubič |
| 12 janvier 2014 18h15 | Rocas, Tomás 5 | (17–10) | Gergő Iváncsik 8 | Gigantium, Aalborg Affluence : 4 000 Arbitrage : Krstić, Ljubič |
| 12 janvier 2014 18h15 | ×3             | Rapport | ×3 ×7            | Gigantium, Aalborg Affluence : 4 000 Arbitrage : Krstić, Ljubič |

| 14 janvier 2014 18h00 | Hongrie        | 27 – 27 | Islande           | Gigantium, Aalborg Affluence : 3 200 Arbitrage : Nikolić, Stojković |
| 14 janvier 2014 18h00 | Gábor Ancsin 7 | (16–15) | Aron Pálmarsson 8 | Gigantium, Aalborg Affluence : 3 200 Arbitrage : Nikolić, Stojković |
| 14 janvier 2014 18h00 | ×4 ×8 ×1       | Rapport | ×3 ×4             | Gigantium, Aalborg Affluence : 3 200 Arbitrage : Nikolić, Stojković |

| 14 janvier 2014 20h15 | Norvège         | 25 – 27 | Espagne        | Gigantium, Aalborg Affluence : 3 200 Arbitrage : Dentz, Reibel |
| 14 janvier 2014 20h15 | Bjarte Myrhol 7 | (8–12)  | Víctor Tomás 8 | Gigantium, Aalborg Affluence : 3 200 Arbitrage : Dentz, Reibel |
| 14 janvier 2014 20h15 | ×4 ×6           | Rapport | ×3 ×5          | Gigantium, Aalborg Affluence : 3 200 Arbitrage : Dentz, Reibel |

| 16 janvier 2014 18h00 | Espagne         | 33 – 28 | Islande           | Gigantium, Aalborg Affluence : 2 923 Arbitrage : Gousko, Repkin |
| 16 janvier 2014 18h00 | Joan Cañellas 8 | (16–15) | Aron Pálmarsson 8 | Gigantium, Aalborg Affluence : 2 923 Arbitrage : Gousko, Repkin |
| 16 janvier 2014 18h00 | ×3 ×1           | Rapport | ×4                | Gigantium, Aalborg Affluence : 2 923 Arbitrage : Gousko, Repkin |

| 16 janvier 2014 20h15 | Hongrie      | 26 – 26 | Norvège          | Gigantium, Aalborg Affluence : 2 923 Arbitrage : Stoļarovs, Līcis |
| 16 janvier 2014 20h15 | Máté Lékai 7 | (16–13) | Håvard Tvedten 7 | Gigantium, Aalborg Affluence : 2 923 Arbitrage : Stoļarovs, Līcis |
| 16 janvier 2014 20h15 | ×3 ×4        | Rapport | ×3 ×1            | Gigantium, Aalborg Affluence : 2 923 Arbitrage : Stoļarovs, Līcis |

### Groupe C
Les matchs du Groupe C ont lieu dans la NRGi Arena à Aarhus :
|   | Équipe  | Pts | J | G | N | P | Bp | Bc | Diff | Dép |
| - | ------- | --- | - | - | - | - | -- | -- | ---- | --- |
| 1 | France  | 6   | 3 | 3 | 0 | 0 | 94 | 83 | 11   | /   |
| 2 | Pologne | 2   | 3 | 1 | 0 | 2 | 70 | 70 | 0    | +1  |
| 3 | Russie  | 2   | 3 | 1 | 0 | 2 | 77 | 84 | -7   | 0   |
| 4 | Serbie  | 2   | 3 | 1 | 0 | 2 | 73 | 77 | -4   | -1  |

| 13 janvier 2014 18h00 | Serbie          | 20 – 19 | Pologne              | NRGi Arena, Aarhus Affluence : 2 000 Arbitrage : Gjeding, Hansen |
| 13 janvier 2014 18h00 | trois joueurs 3 | (13–9)  | Mariusz Jurkiewicz 5 | NRGi Arena, Aarhus Affluence : 2 000 Arbitrage : Gjeding, Hansen |
| 13 janvier 2014 18h00 | ×3 ×8           | Rapport | ×4 ×3                | NRGi Arena, Aarhus Affluence : 2 000 Arbitrage : Gjeding, Hansen |

| 13 janvier 2014 20h15 | France          | 35 – 28 | Russie            | NRGi Arena, Aarhus Affluence : 2 350 Arbitrage : Horáček, Novotný |
| 13 janvier 2014 20h15 | Kévynn Nyokas 9 | (19–14) | Dimitri Kovalev 6 | NRGi Arena, Aarhus Affluence : 2 350 Arbitrage : Horáček, Novotný |
| 13 janvier 2014 20h15 | ×3              | Rapport | ×3 ×4             | NRGi Arena, Aarhus Affluence : 2 350 Arbitrage : Horáček, Novotný |

| 15 janvier 2014 18h00 | Russie           | 27 – 25 | Serbie        | NRGi Arena, Aarhus Affluence : 3 200 Arbitrage : Raluy, Sabroso |
| 15 janvier 2014 18h00 | Egor Evdokimov 5 | (14–14) | Marko Vujin 6 | NRGi Arena, Aarhus Affluence : 3 200 Arbitrage : Raluy, Sabroso |
| 15 janvier 2014 18h00 | ×3 ×5            | Rapport | ×3 ×6         | NRGi Arena, Aarhus Affluence : 3 200 Arbitrage : Raluy, Sabroso |

| 15 janvier 2014 20h15 | Pologne       | 27 – 28 | France             | NRGi Arena, Aarhus Affluence : 2 785 Arbitrage : Krstić, Ljubič |
| 15 janvier 2014 20h15 | Jakub Łucak 5 | (14–15) | Nikola Karabatic 8 | NRGi Arena, Aarhus Affluence : 2 785 Arbitrage : Krstić, Ljubič |
| 15 janvier 2014 20h15 | ×4 ×6         | Rapport | ×3 ×6              | NRGi Arena, Aarhus Affluence : 2 785 Arbitrage : Krstić, Ljubič |

| 17 janvier 2014 18h00 | Pologne           | 24 – 22 | Russie        | NRGi Arena, Aarhus Affluence : 4 860 Arbitrage : Nachevski, Nikolov |
| 17 janvier 2014 18h00 | Lijewski, Łucak 4 | (10–14) | Pavel Atman 6 | NRGi Arena, Aarhus Affluence : 4 860 Arbitrage : Nachevski, Nikolov |
| 17 janvier 2014 18h00 | ×2 ×4             | Rapport | ×2 ×4         | NRGi Arena, Aarhus Affluence : 4 860 Arbitrage : Nachevski, Nikolov |

| 17 janvier 2014 20h15 | Serbie          | 28 – 31 | France            | NRGi Arena, Aarhus Affluence : 4 562 Arbitrage : Geipel, Helbig |
| 17 janvier 2014 20h15 | trois joueurs 5 | (12–17) | Guillaume Joli 10 | NRGi Arena, Aarhus Affluence : 4 562 Arbitrage : Geipel, Helbig |
| 17 janvier 2014 20h15 | ×3              | Rapport | ×2 ×3             | NRGi Arena, Aarhus Affluence : 4 562 Arbitrage : Geipel, Helbig |

### Groupe D
Les matchs du Groupe D ont lieu dans la Brøndby Hallen à Brøndby :
|   | Équipe      | Pts | J | G | N | P | Bp | Bc | Diff |
| - | ----------- | --- | - | - | - | - | -- | -- | ---- |
| 1 | Croatie     | 6   | 3 | 3 | 0 | 0 | 85 | 68 | 17   |
| 2 | Suède       | 4   | 3 | 2 | 0 | 1 | 82 | 68 | 14   |
| 3 | Biélorussie | 2   | 3 | 1 | 0 | 2 | 73 | 86 | -13  |
| 4 | Monténégro  | 0   | 3 | 0 | 0 | 3 | 66 | 84 | -18  |

| 13 janvier 2014 18h00 | Croatie         | 33 – 22 | Biélorussie       | Brøndby Hall, Brøndby Affluence : 2 400 Arbitrage : Stark, Ştefan |
| 13 janvier 2014 18h00 | Čupić, Horvat 6 | (16–11) | Barys Pukhouski 6 | Brøndby Hall, Brøndby Affluence : 2 400 Arbitrage : Stark, Ştefan |
| 13 janvier 2014 18h00 | ×3 ×6           | Rapport | ×2 ×5             | Brøndby Hall, Brøndby Affluence : 2 400 Arbitrage : Stark, Ştefan |

| 13 janvier 2014 20h15 | Suède             | 28 – 21 | Monténégro         | Brøndby Hall, Brøndby Affluence : 2 697 Arbitrage : Stoļarovs, Līcis |
| 13 janvier 2014 20h15 | Ekdahl du Rietz 7 | (18–13) | Vasko Ševaljević 5 | Brøndby Hall, Brøndby Affluence : 2 697 Arbitrage : Stoļarovs, Līcis |
| 13 janvier 2014 20h15 | ×3 ×5             | Rapport | ×3 ×4              | Brøndby Hall, Brøndby Affluence : 2 697 Arbitrage : Stoļarovs, Līcis |

| 15 janvier 2014 18h00 | Monténégro         | 22 – 27 | Croatie      | Brøndby Hall, Brøndby Affluence : 2 655 Arbitrage : Horáček, Novotný |
| 15 janvier 2014 18h00 | Vasko Ševaljević 9 | (12–13) | Ivan Čupić 6 | Brøndby Hall, Brøndby Affluence : 2 655 Arbitrage : Horáček, Novotný |
| 15 janvier 2014 18h00 | ×3 ×2              | Rapport | ×3 ×4        | Brøndby Hall, Brøndby Affluence : 2 655 Arbitrage : Horáček, Novotný |

| 15 janvier 2014 20h15 | Biélorussie        | 22 – 30 | Suède              | Brøndby Hall, Brøndby Affluence : 3 100 Arbitrage : Nachevski, Nikolov |
| 15 janvier 2014 20h15 | Siarhei Rutenka 13 | (10–13) | Fredrik Petersen 8 | Brøndby Hall, Brøndby Affluence : 3 100 Arbitrage : Nachevski, Nikolov |
| 15 janvier 2014 20h15 | ×3 ×4              | Rapport | ×3 ×4              | Brøndby Hall, Brøndby Affluence : 3 100 Arbitrage : Nachevski, Nikolov |

| 17 janvier 2014 18h00 | Croatie           | 25 – 24 | Suède            | Brøndby Hall, Brøndby Affluence : 4 785 Arbitrage : Raluy, Sabroso |
| 17 janvier 2014 18h00 | Buntić, Duvnjak 6 | (10–9)  | Lukas Karlsson 5 | Brøndby Hall, Brøndby Affluence : 4 785 Arbitrage : Raluy, Sabroso |
| 17 janvier 2014 18h00 | ×4                | Rapport | ×4 ×1            | Brøndby Hall, Brøndby Affluence : 4 785 Arbitrage : Raluy, Sabroso |

| 17 janvier 2014 20h15 | Biélorussie       | 29 – 23 | Monténégro      | Brøndby Hall, Brøndby Affluence : 3 400 Arbitrage : Gjeding, Hansen |
| 17 janvier 2014 20h15 | Siarhei Rutenka 8 | (13–13) | Marco Simović 8 | Brøndby Hall, Brøndby Affluence : 3 400 Arbitrage : Gjeding, Hansen |
| 17 janvier 2014 20h15 | ×2 ×6             | Rapport | ×3 ×4           | Brøndby Hall, Brøndby Affluence : 3 400 Arbitrage : Gjeding, Hansen |

## Tour principal
Les résultats des matches joués lors du tour préliminaire sont conservés lors de ce tour principal, sauf celui joué contre l'équipe éliminée.

### Légende
Qualifiés pour les demi-finales –  Qualifiés pour les Match pour la 5e place –  Éliminés – T : tenant du titre 2012.

### Groupe I
Les matchs du Groupe A ont lieu à Jyske Bank Boxen à Herning :
|   | Équipe     | Pts | J | G | N | P | Bp  | Bc  | Diff | Dép |
| - | ---------- | --- | - | - | - | - | --- | --- | ---- | --- |
| 1 | Danemark T | 10  | 5 | 5 | 0 | 0 | 153 | 125 | 28   | /   |
| 2 | Espagne    | 8   | 5 | 4 | 0 | 1 | 156 | 135 | 21   | /   |
| 3 | Islande    | 5   | 5 | 2 | 1 | 2 | 140 | 146 | -6   | /   |
| 4 | Hongrie    | 3   | 5 | 1 | 1 | 3 | 132 | 138 | -6   | /   |
| 5 | Macédoine  | 2   | 5 | 1 | 0 | 4 | 117 | 143 | -26  | +1  |
| 6 | Autriche   | 2   | 5 | 1 | 0 | 4 | 129 | 140 | -11  | -1  |

| 18 janvier 2014 16h00 | Macédoine              | 25 – 31 | Hongrie         | Jyske Bank Boxen, Herning Affluence : 8 100 Arbitrage : Gousko, Repkin |
| 18 janvier 2014 16h00 | Manaskov, Pecakovski 5 | (9–16)  | Gábor Császár 7 | Jyske Bank Boxen, Herning Affluence : 8 100 Arbitrage : Gousko, Repkin |
| 18 janvier 2014 16h00 | ×3 ×5                  | Rapport | ×3 ×5           | Jyske Bank Boxen, Herning Affluence : 8 100 Arbitrage : Gousko, Repkin |

| 18 janvier 2014 18h15 | Autriche            | 27 – 33 | Islande                   | Jyske Bank Boxen, Herning Affluence : 10 000 Arbitrage : Stark, Ştefan |
| 18 janvier 2014 18h15 | Konrad Wilczynski 6 | (9–17)  | Guðjón Valur Sigurðsson 7 | Jyske Bank Boxen, Herning Affluence : 10 000 Arbitrage : Stark, Ştefan |
| 18 janvier 2014 18h15 | ×3 ×4               | Rapport | ×3                        | Jyske Bank Boxen, Herning Affluence : 10 000 Arbitrage : Stark, Ştefan |

| 18 janvier 2014 20h30 | Danemark        | 31 – 28 | Espagne                  | Jyske Bank Boxen, Herning Affluence : 14 000 Arbitrage : Nikolić, Stojković |
| 18 janvier 2014 20h30 | Mikkel Hansen 6 | (16–14) | Antonio García Robledo 5 | Jyske Bank Boxen, Herning Affluence : 14 000 Arbitrage : Nikolić, Stojković |
| 18 janvier 2014 20h30 | ×4              | Rapport | ×3 ×2                    | Jyske Bank Boxen, Herning Affluence : 14 000 Arbitrage : Nikolić, Stojković |

| 20 janvier 2014 16h00 | Macédoine       | 27 – 29 | Islande                    | Jyske Bank Boxen, Herning Affluence : 5 000 Arbitrage : Horáček, Novotný |
| 20 janvier 2014 16h00 | Kiril Lazarov 7 | (11–14) | Sigurðsson, Hallgrímsson 6 | Jyske Bank Boxen, Herning Affluence : 5 000 Arbitrage : Horáček, Novotný |
| 20 janvier 2014 16h00 | ×3 ×5           | Rapport | ×4                         | Jyske Bank Boxen, Herning Affluence : 5 000 Arbitrage : Horáček, Novotný |

| 20 janvier 2014 18h15 | Autriche         | 27 – 28 | Espagne             | Jyske Bank Boxen, Herning Affluence : 11 000 Arbitrage : Gousko, Repkin |
| 20 janvier 2014 18h15 | Dominik Schmid 6 | (12–14) | Julen Aguinagalde 8 | Jyske Bank Boxen, Herning Affluence : 11 000 Arbitrage : Gousko, Repkin |
| 20 janvier 2014 18h15 | ×4               | Rapport | ×2 ×3               | Jyske Bank Boxen, Herning Affluence : 11 000 Arbitrage : Gousko, Repkin |

| 20 janvier 2014 20h30 | Danemark           | 28 – 24 | Hongrie          | Jyske Bank Boxen, Herning Affluence : 14 000 Arbitrage : Krstić, Ljubič |
| 20 janvier 2014 20h30 | Mogensen, Hansen 5 | (14–11) | Gergő Iváncsik 6 | Jyske Bank Boxen, Herning Affluence : 14 000 Arbitrage : Krstić, Ljubič |
| 20 janvier 2014 20h30 | ×3                 | Rapport | ×4 ×2 ×1         | Jyske Bank Boxen, Herning Affluence : 14 000 Arbitrage : Krstić, Ljubič |

| 22 janvier 2014 16h00 | Macédoine           | 22 – 33 | Espagne         | Jyske Bank Boxen, Herning Affluence : 4 500 Arbitrage : Stoļarovs, Līcis |
| 22 janvier 2014 16h00 | Filip Mirkulovski 7 | (12–15) | Joan Cañellas 6 | Jyske Bank Boxen, Herning Affluence : 4 500 Arbitrage : Stoļarovs, Līcis |
| 22 janvier 2014 16h00 | ×3 ×5               | Rapport | ×2              | Jyske Bank Boxen, Herning Affluence : 4 500 Arbitrage : Stoļarovs, Līcis |

| 22 janvier 2014 18h15 | Autriche           | 25 – 24 | Hongrie          | Jyske Bank Boxen, Herning Affluence : 11 000 Arbitrage : Gubica, Milošević |
| 22 janvier 2014 18h15 | Szilágyi, Santos 6 | (9–13)  | Gergő Iváncsik 5 | Jyske Bank Boxen, Herning Affluence : 11 000 Arbitrage : Gubica, Milošević |
| 22 janvier 2014 18h15 | ×3 ×6              | Rapport | ×3 ×4            | Jyske Bank Boxen, Herning Affluence : 11 000 Arbitrage : Gubica, Milošević |

| 22 janvier 2014 20h30 | Danemark             | 32 – 23 | Islande                    | Jyske Bank Boxen, Herning Affluence : 14 000 Arbitrage : Dentz, Reibel |
| 22 janvier 2014 20h30 | Mads Mensah Larsen 8 | (17–13) | Guðjón Valur Sigurðsson 10 | Jyske Bank Boxen, Herning Affluence : 14 000 Arbitrage : Dentz, Reibel |
| 22 janvier 2014 20h30 | ×4 ×1                | Rapport | ×4 ×2                      | Jyske Bank Boxen, Herning Affluence : 14 000 Arbitrage : Dentz, Reibel |

### Groupe II
Les matchs du Groupe II ont lieu à NRGi Arena à Aarhus :
|   | Équipe      | Pts | J | G | N | P | Bp  | Bc  | Diff | Dép |
| - | ----------- | --- | - | - | - | - | --- | --- | ---- | --- |
| 1 | France      | 8   | 5 | 4 | 0 | 1 | 157 | 140 | 17   | +2  |
| 2 | Croatie     | 8   | 5 | 4 | 0 | 1 | 147 | 126 | 21   | -2  |
| 3 | Pologne     | 6   | 5 | 3 | 0 | 2 | 145 | 136 | 9    | +10 |
| 4 | Suède       | 6   | 5 | 3 | 0 | 2 | 138 | 137 | 1    | -10 |
| 5 | Russie      | 2   | 5 | 1 | 0 | 4 | 141 | 154 | -13  | /   |
| 6 | Biélorussie | 0   | 5 | 0 | 0 | 5 | 137 | 172 | -35  | /   |

| 19 janvier 2014 15h45 | Pologne              | 31 – 30 | Biélorussie       | NRGi Arena, Aarhus Affluence : 2 680 Arbitrage : Krstić, Ljubič |
| 19 janvier 2014 15h45 | Mariusz Jurkiewicz 8 | (14–13) | Siarhei Rutenka 9 | NRGi Arena, Aarhus Affluence : 2 680 Arbitrage : Krstić, Ljubič |
| 19 janvier 2014 15h45 | ×4 ×5                | Rapport | ×3 ×7             | NRGi Arena, Aarhus Affluence : 2 680 Arbitrage : Krstić, Ljubič |

| 19 janvier 2014 18h00 | Russie                   | 27 – 29 | Suède             | NRGi Arena, Aarhus Affluence : 3 070 Arbitrage : Stoļarovs, Līcis |
| 19 janvier 2014 18h00 | Konstantine Igropoulo 11 | (13–20) | Johan Jakobsson 7 | NRGi Arena, Aarhus Affluence : 3 070 Arbitrage : Stoļarovs, Līcis |
| 19 janvier 2014 18h00 | ×3 ×2                    | Rapport | ×4 ×6 ×1          | NRGi Arena, Aarhus Affluence : 3 070 Arbitrage : Stoļarovs, Līcis |

| 19 janvier 2014 20h15 | France                 | 27 – 25 | Croatie         | NRGi Arena, Aarhus Affluence : 3 400 Arbitrage : Gjeding, Hansen |
| 19 janvier 2014 20h15 | N. Karabatic, Guigou 7 | (18–17) | Marko Kopljar 7 | NRGi Arena, Aarhus Affluence : 3 400 Arbitrage : Gjeding, Hansen |
| 19 janvier 2014 20h15 | ×2                     | Rapport | ×4 ×5           | NRGi Arena, Aarhus Affluence : 3 400 Arbitrage : Gjeding, Hansen |

| 21 janvier 2014 15h45 | Russie            | 25 – 33 | Croatie         | NRGi Arena, Aarhus Affluence : 2 000 Arbitrage : Stark, Ştefan |
| 21 janvier 2014 15h45 | Alexeï Poliakov 5 | (11–16) | Zlatko Horvat 7 | NRGi Arena, Aarhus Affluence : 2 000 Arbitrage : Stark, Ştefan |
| 21 janvier 2014 15h45 | ×3 ×2             | Rapport | ×2 ×1           | NRGi Arena, Aarhus Affluence : 2 000 Arbitrage : Stark, Ştefan |

| 21 janvier 2014 18h00 | France            | 39 – 30 | Biélorussie          | NRGi Arena, Aarhus Affluence : 2 100 Arbitrage : Nikolić, Stojković |
| 21 janvier 2014 18h00 | Samuel Honrubia 9 | (20–16) | Brouka, Nikulenkau 6 | NRGi Arena, Aarhus Affluence : 2 100 Arbitrage : Nikolić, Stojković |
| 21 janvier 2014 18h00 | ×3 ×1             | Rapport | ×3                   | NRGi Arena, Aarhus Affluence : 2 100 Arbitrage : Nikolić, Stojković |

| 21 janvier 2014 20h15 | Pologne              | 35 – 25 | Suède                 | NRGi Arena, Aarhus Affluence : 3 000 Arbitrage : Raluy, Sabroso |
| 21 janvier 2014 20h15 | Krzysztof Lijewski 6 | (15–12) | Kim Ekdahl du Rietz 6 | NRGi Arena, Aarhus Affluence : 3 000 Arbitrage : Raluy, Sabroso |
| 21 janvier 2014 20h15 | ×2 ×3                | Rapport | ×3 ×1                 | NRGi Arena, Aarhus Affluence : 3 000 Arbitrage : Raluy, Sabroso |

| 22 janvier 2014 15h45 | Russie             | 39 – 33 | Biélorussie   | NRGi Arena, Aarhus Affluence : 700 Arbitrage : Nachevski, Nikolov |
| 22 janvier 2014 15h45 | Dimitri Kovalev 12 | (23–17) | Ivan Brouka 9 | NRGi Arena, Aarhus Affluence : 700 Arbitrage : Nachevski, Nikolov |
| 22 janvier 2014 15h45 | ×4 ×6              | Rapport | ×3 ×4         | NRGi Arena, Aarhus Affluence : 700 Arbitrage : Nachevski, Nikolov |

| 22 janvier 2014 18h00 | France           | 28 – 30 | Suède                 | NRGi Arena, Aarhus Affluence : 3 000 Arbitrage : Geipel, Helbig |
| 22 janvier 2014 18h00 | Guillaume Joli 4 | (16–14) | Jakobsson, Karlsson 6 | NRGi Arena, Aarhus Affluence : 3 000 Arbitrage : Geipel, Helbig |
| 22 janvier 2014 18h00 | ×3 ×1            | Rapport | ×3 ×5                 | NRGi Arena, Aarhus Affluence : 3 000 Arbitrage : Geipel, Helbig |

| 22 janvier 2014 20h15 | Pologne          | 28 – 31 | Croatie                   | NRGi Arena, Aarhus Affluence : 3 700 Arbitrage : Horáček, Novotný |
| 22 janvier 2014 20h15 | Michał Jurecki 6 | (15–14) | Duvnjak, Horvat, Štrlek 6 | NRGi Arena, Aarhus Affluence : 3 700 Arbitrage : Horáček, Novotný |
| 22 janvier 2014 20h15 | ×4 ×2            | Rapport | ×3 ×6                     | NRGi Arena, Aarhus Affluence : 3 700 Arbitrage : Horáček, Novotný |

## Phase finale
La phase finale se déroule dans la Jyske Bank Boxen de Herning :
|  | Demi-finales           | Demi-finales           |                        |    | Finale                 | Finale                 |
|  | Demi-finales           | Demi-finales           |                        |    | Finale                 | Finale                 |
|  |                        |                        |                        |    |                        |                        |
|  | 24 janvier 2014, 21h00 | 24 janvier 2014, 21h00 |                        |    | 26 janvier 2014, 17h30 | 26 janvier 2014, 17h30 |
|  | 24 janvier 2014, 21h00 | 24 janvier 2014, 21h00 |                        |    | 26 janvier 2014, 17h30 | 26 janvier 2014, 17h30 |
|  | Danemark               | 29                     |                        |    | 26 janvier 2014, 17h30 | 26 janvier 2014, 17h30 |
|  | Danemark               | 29                     |                        |    | 26 janvier 2014, 17h30 | 26 janvier 2014, 17h30 |
|  | Croatie                | 27                     |                        |    | 26 janvier 2014, 17h30 | 26 janvier 2014, 17h30 |
|  | Croatie                | 27                     | Danemark               | 32 |                        |                        |
|  | 24 janvier 2014, 18h30 |                        | Danemark               | 32 |                        |                        |
|  |                        | France                 | 41                     |    |                        |                        |
|  | France                 | France                 | 41                     | 30 |                        |                        |
|  | France                 |                        |                        | 30 |                        |                        |
|  | Espagne                | 27                     |                        |    |                        |                        |
|  | Espagne                | 27                     | Match pour la 3e place |    |                        |                        |
|  |                        |                        |                        |    |                        |                        |
|  | 26 janvier 2014, 15h00 |                        |                        |    |                        |                        |
|  |                        |                        |                        |    |                        |                        |
|  | Croatie                | 28                     |                        |    |                        |                        |
|  | Croatie                | 28                     |                        |    |                        |                        |
|  | Espagne                | 29                     |                        |    |                        |                        |
|  | Espagne                | 29                     |                        |    |                        |                        |

### Match pour la5eplace
| 24 janvier 2014 16h00 | Islande                    | 28 - 27   | Pologne              | Jyske Bank Boxen, Herning Affluence : 9 000 Arbitrage : Nachevski, Nikolov |
| 24 janvier 2014 16h00 | Snorri Steinn Guðjónsson 8 | (13 - 16) | Patryk Kuchczyński 5 | Jyske Bank Boxen, Herning Affluence : 9 000 Arbitrage : Nachevski, Nikolov |
| 24 janvier 2014 16h00 | ×3                         | Rapport   | ×3                   | Jyske Bank Boxen, Herning Affluence : 9 000 Arbitrage : Nachevski, Nikolov |

### Demi-finales
| 24 janvier 2014 18h30 | France      | 30 - 27   | Espagne          | Jyske Bank Boxen, Herning Affluence : 14 000 Arbitrage : Krstić, Ljubič |
| 24 janvier 2014 18h30 | Luc Abalo 8 | (12 - 14) | Joan Cañellas 10 | Jyske Bank Boxen, Herning Affluence : 14 000 Arbitrage : Krstić, Ljubič |
| 24 janvier 2014 18h30 | ×7 ×4 ×1    | Rapport   | ×4               | Jyske Bank Boxen, Herning Affluence : 14 000 Arbitrage : Krstić, Ljubič |

| 24 janvier 2014 21h00 | Danemark        | 29 - 27   | Croatie             | Jyske Bank Boxen, Herning Affluence : 14 000 Arbitrage : Geipel, Herbig |
| 24 janvier 2014 21h00 | Anders Eggert 8 | (13 - 15) | Kopljar et Horvat 6 | Jyske Bank Boxen, Herning Affluence : 14 000 Arbitrage : Geipel, Herbig |
| 24 janvier 2014 21h00 | ×6 ×4           | Rapport   | ×6 ×4               | Jyske Bank Boxen, Herning Affluence : 14 000 Arbitrage : Geipel, Herbig |

### Match pour la3eplace
| 26 janvier 2014 15h00 | Croatie           | 28 - 29   | Espagne         | Jyske Bank Boxen, Herning Affluence : 14 000 Arbitrage : Stark, Stefan |
| 26 janvier 2014 15h00 | Domagoj Duvnjak 8 | (13 - 16) | Joan Cañellas 8 | Jyske Bank Boxen, Herning Affluence : 14 000 Arbitrage : Stark, Stefan |
| 26 janvier 2014 15h00 | ×3                | Rapport   | ×3              | Jyske Bank Boxen, Herning Affluence : 14 000 Arbitrage : Stark, Stefan |

### Finale
La France entame idéalement sa finale contre le Danemark, grâce à un nouvel excellent début de match de Thierry Omeyer, deux arrêts lors des deux premières tentatives danoises. Nikola Karabatic lance parfaitement la France en ouvrant la marque, les Experts prennent rapidement le large, menant déjà 3 à 0 au bout de 4e minute de jeu avant que Mikkel Hansen ne débloque le compteur danois. Sur une contre-attaque de Michaël Guigou, la France prend 5 buts d'avance (2-7), mettant leurs hôtes danois dos au mur. Auteur d'un mauvais début de match Niklas Landin Jacobsen est remplacé par le portier remplaçant Jannick Green. Malmené par les Français, Ulrik Wilbek utilise ses temps-morts dès le quart d'heure. À la 21e minute, un but de Valentin Porte permet aux « Experts » de prendre 10 buts d'avance (7-17). À deux secondes de la sonnerie de mi-temps, Valentin Porte inscrit un magnifique kung fu sur une passe d'aile de Michaël Guigou, permettant aux Français de rentrer aux vestiaires avec 7 buts d'avance (16-23).
En deuxième mi-temps, l'équipe de France reprend immédiatement sa marche en avant et mène de 9 buts (16-25) à la 31e minute. Sur un tir de Daniel Narcisse, les Bleus reprennent 10 buts d'avance (25-35) à 10 min de la fin. À partir de là, Claude Onesta profite de cette confortable avance pour faire participer tous les remplaçants à la fête. Kévynn Nyokas inscrit les deux derniers buts français. La France remporte pour la troisième fois de son histoire le titre de champion d’Europe sur la marque de (32-41),,. Côté danois, seuls le capitaine Mikkel Hansen, auteur de 9 buts, et l’ailier Hans Lindberg (6 buts), ont réalisé une bonne prestation. La France s'est appuyée sur une bonne défense et une attaque virevoltante à l'image de Michaël Guigou, auteur de 10 buts, de la révélation française du tournoi,, Valentin Porte (9 buts) et aux 7 buts de Luc Abalo.
| 26 janvier 2014 17 h 30 CET | Danemark        | 32 - 41   | France            | Jyske Bank Boxen, Herning Affluence : 14 000 Arbitrage : Raluy, Sabroso |
| 26 janvier 2014 17 h 30 CET | Mikkel Hansen 9 | (16 - 23) | Michaël Guigou 10 | Jyske Bank Boxen, Herning Affluence : 14 000 Arbitrage : Raluy, Sabroso |
| 26 janvier 2014 17 h 30 CET | ×3              | Rapport   | ×3                | Jyske Bank Boxen, Herning Affluence : 14 000 Arbitrage : Raluy, Sabroso |

| Danemark                  |    |                        |      |                                  |
|                           |    |                        |      |                                  |
| G                         | 1  | Niklas Landin Jacobsen | 4/26 |                                  |
| G                         | 16 | Jannick Green          | 6/25 |                                  |
| DC                        | 2  | Thomas Mogensen        | 2/5  |                                  |
| ARD                       | 3  | Mads Christiansen      | 2/6  |                                  |
| ARG                       | 4  | Klaus Thomsen          | 0/0  |                                  |
| DC                        | 5  | Mads Mensah Larsen     | 1/2  |                                  |
| ALG                       | 7  | Anders Eggert          | 1/3  |                                  |
| DC                        | 13 | Bo Spellerberg         | 2/3  |                                  |
| P                         | 14 | Michael V. Knudsen     | 0/0  |                                  |
| P                         | 15 | Jesper Nøddesbo        | 3/3  |                                  |
| ALD                       | 17 | Lasse Svan Hansen      | 0/0  |                                  |
| ALD                       | 18 | Hans Lindberg          | 6/8  |                                  |
| P                         | 19 | René Toft Hansen       | 1/1  | Averti · Suspension · Suspension |
| ARG                       | 21 | Henrik Møllgaard       | 4/7  | Averti · Suspension              |
| ARD                       | 22 | Kasper Søndergaard     | 1/4  |                                  |
| ARG                       | 24 | Mikkel Hansen          | 9/11 | Averti                           |
| Entraîneur : Ulrik Wilbek |    |                        |      |                                  |

| Danemark                                                 | Statistiques   | France |
| -------------------------------------------------------- | -------------- | ------ |
| 32/53                                                    | Buts marqués   | 41/56  |
| 60 %                                                     | % réussite     | 73 %   |
| 0/0                                                      | Jets de 7m     | 3/3    |
| 3                                                        | Cartons jaunes | 3      |
| 3                                                        | Suspensions    | 3      |
| 0                                                        | Cartons rouges | 0      |
| 10/51                                                    | Arrêts         | 13/45  |
| 20 %                                                     | % d'arrêts     | 29 %   |
| Meilleur joueur de la finale : Daniel Narcisse ( France) |                |        |

| France                     |    |                   |       |            |
|                            |    |                   |       |            |
| G                          | 1  | Cyril Dumoulin    | 1/5   |            |
| G                          | 16 | Thierry Omeyer    | 12/40 |            |
| ARD                        | 2  | Jérôme Fernandez  | 0/0   |            |
| P                          | 7  | Igor Anic         | 0/1   | Suspension |
| DC                         | 8  | Daniel Narcisse   | 6/7   |            |
| ALD                        | 9  | Guillaume Joli    | 0/0   |            |
| ARD                        | 10 | Kévynn Nyokas     | 2/2   |            |
| ALG                        | 11 | Samuel Honrubia   | 0/0   |            |
| DC                         | 13 | Nikola Karabatic  | 5/11  |            |
| ARG                        | 15 | Mathieu Grébille  | 0/0   |            |
| ARG                        | 18 | William Accambray | 0/1   |            |
| ALD                        | 19 | Luc Abalo         | 7/9   | Suspension |
| P                          | 20 | Cédric Sorhaindo  | 2/3   | Averti     |
| ALG                        | 21 | Michaël Guigou    | 10/11 | Averti     |
| P                          | 22 | Luka Karabatic    | 0/0   | Averti     |
| ARD                        | 28 | Valentin Porte    | 9/11  | Suspension |
| Entraîneur : Claude Onesta |    |                   |       |            |

## Classement final

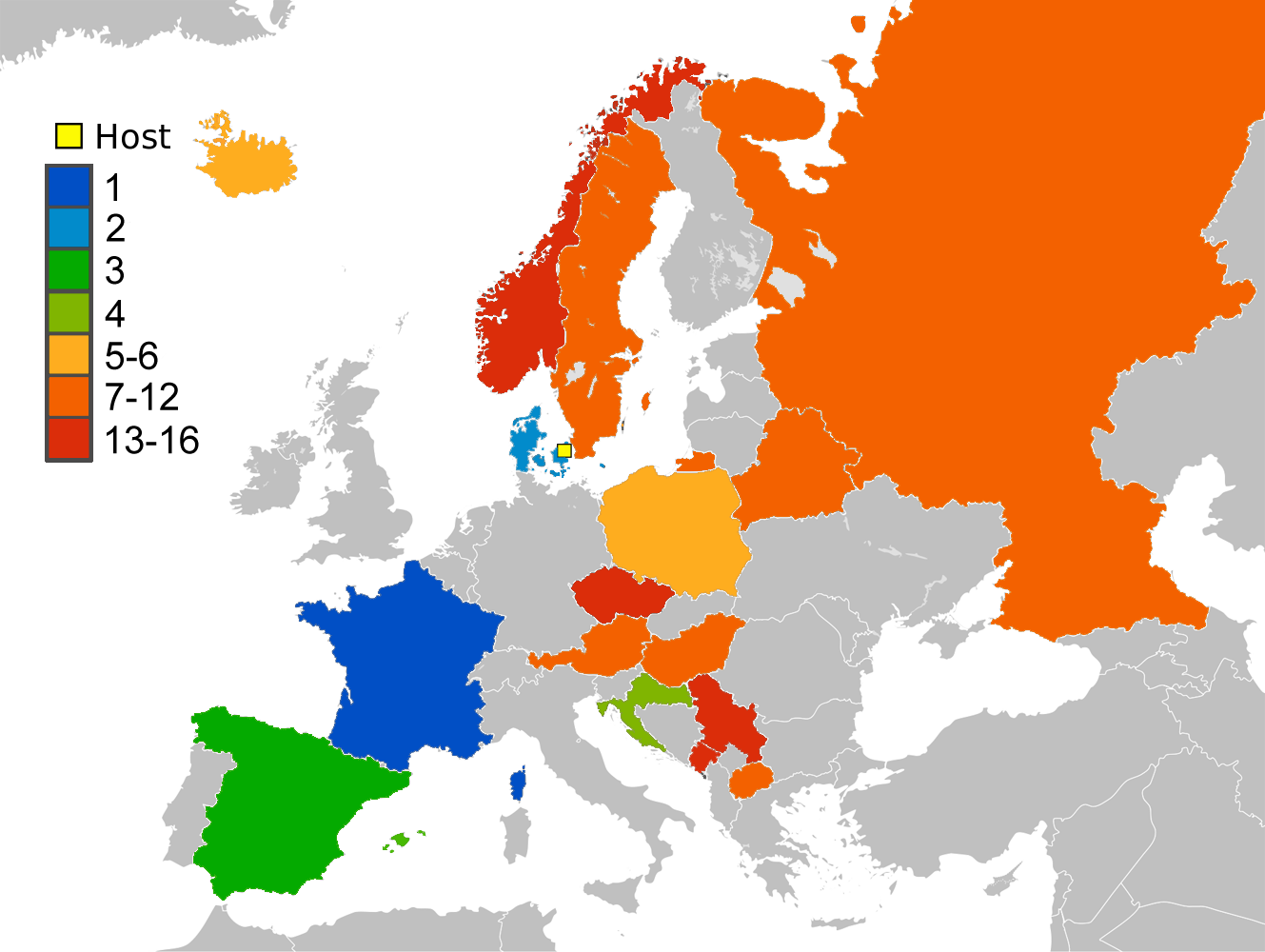
Classement de l'Euro 2014 selon les pays.

| Rang                       | Équipe       | J | G | N | P | Bp  | Bc  | Diff |
| -------------------------- | ------------ | - | - | - | - | --- | --- | ---- |
| Médaille d'or, Europe      | France       | 8 | 7 | 0 | 1 | 259 | 227 | +32  |
| Médaille d'argent, Europe  | Danemark     | 8 | 7 | 0 | 1 | 247 | 222 | +25  |
| Médaille de bronze, Europe | Espagne      | 8 | 6 | 0 | 2 | 239 | 218 | +21  |
| 4                          | Croatie      | 8 | 5 | 0 | 3 | 229 | 206 | +23  |
|                            |              |   |   |   |   |     |     |      |
| 5                          | Islande      | 7 | 4 | 1 | 2 | 199 | 199 | 0    |
| 6                          | Pologne      | 7 | 3 | 0 | 4 | 191 | 184 | +7   |
|                            |              |   |   |   |   |     |     |      |
| 7                          | Suède        | 6 | 4 | 0 | 2 | 166 | 158 | +8   |
| 8                          | Hongrie      | 6 | 1 | 2 | 3 | 159 | 165 | -6   |
| 9                          | Russie       | 6 | 2 | 0 | 4 | 168 | 179 | -11  |
| 10                         | Macédoine    | 6 | 1 | 1 | 4 | 141 | 167 | -26  |
| 11                         | Autriche     | 6 | 2 | 0 | 4 | 159 | 160 | -1   |
| 12                         | Biélorussie  | 6 | 1 | 0 | 5 | 166 | 195 | -29  |
|                            |              |   |   |   |   |     |     |      |
| 13                         | Serbie       | 3 | 1 | 0 | 2 | 73  | 77  | -4   |
| 14                         | Norvège      | 3 | 0 | 1 | 2 | 77  | 84  | -7   |
| 15                         | Rép. tchèque | 3 | 0 | 1 | 2 | 73  | 87  | -14  |
| 16                         | Monténégro   | 3 | 0 | 0 | 3 | 66  | 84  | -18  |

Qualifications pour le championnat du monde 2015
Les 3 premiers au classement de l’Euro 2014 sont automatiquement qualifiés. Compte tenu du fait que l’Espagne est déjà qualifiée en tant que championne du monde en titre, les trois autres demi-finalistes, à savoir la France, le Danemark et la Croatie, sont automatiquement qualifiés pour ce championnat du monde.

## Statistiques et récompenses

### Équipe-type
| Landin Sigurðsson Aguinagalde Abalo Hansen Duvnjak Lijewski Meilleur défenseur : Karlsson Meilleur joueur : N. Karabatic Meilleur buteur : Cañellas               |
| Équipe-type du championnat d'Europe 2014 |
| · Landin · Sigurðsson · Aguinagalde · Abalo · Hansen · Duvnjak · Lijewski Meilleur défenseur : Karlsson Meilleur joueur : N. Karabatic Meilleur buteur : Cañellas |

L'équipe-type désignée à l'issue du tournoi est composée de , :
- Meilleur joueur : Nikola Karabatic,  France
- Meilleur gardien de but : Niklas Landin Jacobsen,  Danemark
- Meilleur ailier gauche : Guðjón Valur Sigurðsson,  Islande
- Meilleur arrière gauche : Mikkel Hansen,  Danemark
- Meilleur demi-centre : Domagoj Duvnjak,  Croatie
- Meilleur pivot : Julen Aguinagalde,  Espagne
- Meilleur arrière droit : Krzysztof Lijewski,  Pologne
- Meilleur ailier droit : Luc Abalo,  France
- Meilleur défenseur : Tobias Karlsson,  Suède

### Statistiques collectives
- Meilleure attaque :  France (32,4 buts par match)
- Moins bonne attaque :  Monténégro (22,0 buts par match)
- Meilleure défense :  Serbie (25,7 buts par match)
- Moins bonne défense :  Biélorussie (32,5 buts par match)
- Plus grand nombre de buts inscrits sur un match :  France (41 buts)

### Statistiques individuelles
| Rang   | Joueur                  | Équipe       | Buts | Tirs | %     | MJ | Moy. |
| ------ | ----------------------- | ------------ | ---- | ---- | ----- | -- | ---- |
| 1      | Joan Cañellas           | Espagne      | 50   | 64   | 78 %  | 8  | 6,25 |
| 2      | Guðjón Valur Sigurðsson | Islande      | 44   | 60   | 73 %  | 7  | 6,29 |
| 3      | Mikkel Hansen           | Danemark     | 39   | 60   | 65 %  | 8  | 4,9  |
| 4      | Kiril Lazarov           | Macédoine    | 38   | 74   | 51 %  | 6  | 6,33 |
| 5      | Domagoj Duvnjak         | Croatie      | 36   | 64   | 56 %  | 8  | 4,5  |
| 5      | Michaël Guigou          | France       | 36   | 48   | 75 %  | 8  | 4,5  |
| 7      | Siarhei Rutenka         | Biélorussie  | 34   | 62   | 55 %  | 6  | 5,7  |
| 8      | Zlatko Horvat           | Croatie      | 33   | 45   | 73 %  | 8  | 4,1  |
| 9      | Nikola Karabatic        | France       | 32   | 51   | 63 %  | 8  | 4,0  |
| 10     | Luc Abalo               | France       | 31   | 43   | 72 %  | 8  | 3,9  |
| 10     | Krzysztof Lijewski      | Pologne      | 31   | 54   | 54 %  | 7  | 4,4  |
| 10     | Víctor Tomás            | Espagne      | 31   | 45   | 69 %  | 8  | 3,9  |
| ... 26 | Andreas Nilsson         | Suède        | 23   | 23   | 100 % | 6  | 3,8  |
| ... 26 | Filip Jicha             | Rép. tchèque | 23   | 46   | 50 %  | 3  | 7,7  |

| Rang | Joueur                 | Équipe       | %      | Arrêts | Tirs | MJ | Moy. |
| ---- | ---------------------- | ------------ | ------ | ------ | ---- | -- | ---- |
| 1    | Magnus Dahl            | Norvège      | 47,2 % | 17     | 36   | 3  | 5,7  |
| 2    | Ole Erevik             | Norvège      | 36,9 % | 38     | 103  | 3  | 12,7 |
| 3    | Aron Rafn Edvarsson    | Islande      | 36,8 % | 25     | 68   | 7  | 3,6  |
| 4    | Piotr Wyszomirski      | Pologne      | 36,4 % | 24     | 66   | 7  | 3,4  |
| 5    | Igor Levshin           | Russie       | 36,0 % | 27     | 75   | 6  | 4,5  |
| 6    | Niklas Landin Jacobsen | Danemark     | 35,5 % | 76     | 214  | 8  | 9,5  |
| 7    | Petr Štochl            | Rép. tchèque | 35,4 % | 29     | 82   | 3  | 9,7  |
| 8    | Tomáš Mrkva            | Rép. tchèque | 34,6 % | 18     | 52   | 3  | 6,0  |
| 9    | Nikola Marinovic       | Autriche     | 34,1 % | 61     | 179  | 6  | 10,2 |
| 10   | Cyril Dumoulin         | France       | 34,0 % | 55     | 162  | 8  | 6,9  |

## Effectif des équipes sur le podium

### Champion d’Europe:France
L'effectif de la France, champion d'Europe, était :
- Cyril Dumoulin
- Jérôme Fernandez
- Igor Anic
- Daniel Narcisse
- Guillaume Joli
- Kévynn Nyokas
- Samuel Honrubia
- Vincent Gérard
- Nikola Karabatic
- Mathieu Grébille
- Thierry Omeyer
- William Accambray
- Luc Abalo
- Cédric Sorhaindo
- Michaël Guigou
- Luka Karabatic
- Valentin Porte

Sélectionneur
- Claude Onesta

### Vice-champion d'Europe:Danemark
L'effectif du Danemark, vice-champion d'Europe, était :
- Niklas Landin Jacobsen
- Thomas Mogensen
- Mads Christiansen
- Klaus Thomsen
- Mads Mensah Larsen
- Casper Ulrich Mortensen
- Anders Eggert
- Bo Spellerberg
- Michael V. Knudsen
- Jesper Nøddesbo
- Jannick Green
- Lasse Svan Hansen
- Hans Lindberg
- René Toft Hansen
- Henrik Møllgaard
- Kasper Søndergaard
- Mikkel Hansen

Sélectionneur
- Ulrik Wilbek

### Troisième place:Espagne
L'effectif de l'Espagne, troisième, était :
- Eduardo Gurbindo
- Albert Rocas
- Jorge Maqueda
- Víctor Tomás
- Raúl Entrerríos
- Daniel Sarmiento
- José Manuel Sierra
- Julen Aguinagalde
- Cristian Ugalde
- Juan Andreu
- Joan Cañellas
- Viran Morros
- Carlos Ruesga
- Antonio García Robledo
- Valero Rivera
- Gedeón Guardiola
- Gonzalo Pérez de Vargas

Sélectionneur
- Manolo Cadenas